# Who Wants to Live Forever
Singles de Queen
Pain Is So Close to Pleasure
(1986) One Year of Love
(1986)
Pistes de A Kind of Magic
Friends Will Be Friends Gimme the Prize
Who Wants to Live Forever (français : Qui veut vivre pour toujours) est une chanson écrite par Brian May pour le film Highlander dont Queen a signé la bande originale. La chanson est la sixième piste de l'album A Kind of Magic, sorti en juin 1986. Dans le film, elle sert à illustrer la romance entre le personnage principal, Connor MacLeod et sa femme, Heather, qui vieillit et finit par mourir alors que lui, en tant qu'Immortel, reste éternellement jeune. La chanson a également été réutilisée à plusieurs reprises dans la série télévisée tirée du film, Highlander, ainsi que dans sa suite Highlander, le retour.

## Autour de la chanson
Brian May commence à écrire la chanson sur le siège arrière de sa voiture, après avoir vu un montage d'une vingtaine de minutes de la scène de Highlander dans laquelle Connor MacLeod doit endurer la perte de sa bien-aimée Heather.
La version qu'on entend dans le film est unique, puisqu'elle est entièrement chantée par Freddie Mercury, alors que les premières lignes des versions single et album sont chantées par Brian May. Une version instrumentale de la chanson, Forever, est par ailleurs disponible en tant que bonus sur la version CD de l'album, mais pas sur le disque 33 tours. Cette version est entièrement interprétée au piano par Brian May. Par contre, comme dans le film, la version du Live at Wembley est entièrement chantée par Freddie Mercury.

## Clip
Le clip est réalisé par David Mallet, qui a déjà travaillé à plusieurs reprises avec Queen. Il est tourné dans un ancien entrepôt de tabac dans le quartier londonien d'East End en septembre 1986. On y retrouve le National Philharmonic Orchestra ainsi qu'une quarantaine de choristes dans un décor composé d'une multitude de bougies. Le bassiste John Deacon y joue de la contrebasse, alors qu'il n'en joue pas lors de l'enregistrement en studio de la chanson. Ce clip est le dernier dans lequel Mercury apparaît avec sa moustache, qu’il rasera pour le clip The Great Pretender.
Une version alternative avec des extraits du film Highlander apparaît sur un single-vidéo A Kind of Magic en octobre 1986 puis comme vidéo cachée sur le DVD Queen Greatest Video Hits II en novembre 2003.

## Classements et certifications
| Pays               | Meilleure position |
| ------------------ | ------------------ |
| Pays-Bas (1992)    | 7                  |
| Royaume-Uni (1986) | 24                 |
| Italie (1986)      | 49                 |
| Allemagne (1986)   | 52                 |
| France (2018)      | 76                 |

| Pays              | Ventes    | Certifications |
| ----------------- | --------- | -------------- |
| Italie (FIMI)     | 25 000 +  | Or             |
| Royaume-Uni (BPI) | 250 000 + | Argent         |

## Crédits
- Freddie Mercury : chant principal et chœurs
- Brian May : chant principal, Orgue, guitare électrique et chœurs
- Roger Taylor : percussions et chœurs
- Michael Kamen : arrangements de l'orchestre, chef d'orchestre
- National Philharmonic Orchestra : cordes, cuivres et percussions

## Postérité et reprises
En 2014, les lecteurs du magazine Rolling Stone classent la chanson à la 5e place de leurs chansons préférées de Queen.
La chanson a été reprise par un grand nombre de groupes. En 1992, Seal interprète la chanson durant le concert The Freddie Mercury Tribute.
En 1995, c'est la diva Jennifer Rush qui reprend la chanson en duo avec nul autre que Brian May qui chante le deuxième couplet après la chanteuse. Brian May s'autorise plus de liberté en jouant le solo. 
L'une des reprises les plus célèbres est celle du groupe allemand Dune, tirée de l'album Forever sorti en 1997. Le titre se classe alors dans les premières places dans plusieurs pays et se vend à plus de 500 000 exemplaires en Allemagne. La version de Sarah Brightman de 1997 atteint la 45e place au Royaume-Uni.
En 2005, le groupe Breaking Benjamin reprend le titre dans un style beaucoup moins orchestral que l'original ou les autres reprises sus citées.
En juin 2016, en clôture du festival de l'île de Wight, Queen + Adam Lambert interprète la chanson et la dédie aux victimes de la fusillade du 12 juin 2016 à Orlando.
En 2018, dans le film Bohemian Rhapsody qui retrace la vie du groupe Queen, la chanson est utilisée pour accompagner la scène du diagnostic de séropositivité de Freddie Mercury même si la chanson n'a dans les faits pas été composée avant le concert Live Aid qui clôt le film.
La chanson figure sur l'album Live Around the World (2020) de Queen + Adam Lambert.
En 2021 elle est utilisée dans la scène post-générique de l'épisode 2 de la saison 5 de Rick et Morty, qui se trouve être un hommage à Highlander.